# Raisa Soltamuradovna Achmatova
Raisa Soltamuradovna Achmatova (rusky Раиса Солтамурадовна Ахматова; 30. prosince 1928 Grozný – 29. ledna 1992 Grozný) byla čečenská básnířka.

## Život
Narodila se v dělnické rodině a v roce 1943 absolvovala pedagogickou školu. Během let čečenko-ingušské deportace, v letech 1946 až 1956, působila jako učitelka v Kazachstánu. V roce 1956 začala pracovat jako novinářka. V roce 1958 nastoupila na Vyšší literární kurzy literárního ústavu Maxima Gorkého.
Aktivně se účastnila veřejného života. Byla předsedkyní Svazu spisovatelů Čečensko-ingušské autonomní sovětské socialistické republiky (1961-1983), předsedkyní Nejvyššího sovětu Čečensko-ingušské ASSR (1963-1985), delegátkou XXII. Kongresu KSSS, účastnicí Světového kongresu pro všeobecné odzbrojení a mír. Po mnoho let byla členkou sovětského mírového výboru. V posledních letech svého života vedla pobočku Sovětského kulturního fondu.
Desítky jejích knih byly publikovány a přeloženy do cizích jazyků. Je jedinou ženou, která získala titul čečensko-ingušské lidové básnířky. Poprvé se v čečenské literatuře její hrdinky ukázaly jako jednotlivci, kteří se aktivně podílejí na životě společnosti.
Řada vědců předpokládá, že byl během první čečenské války zničen kompletní archiv (přes 600 položek) jejích děl. V roce 2012 byla spolu s Lulou Žumalajevou zařazena do Antologie žen světové poezie jako představitelka čečenské literatury.